# Бурелом

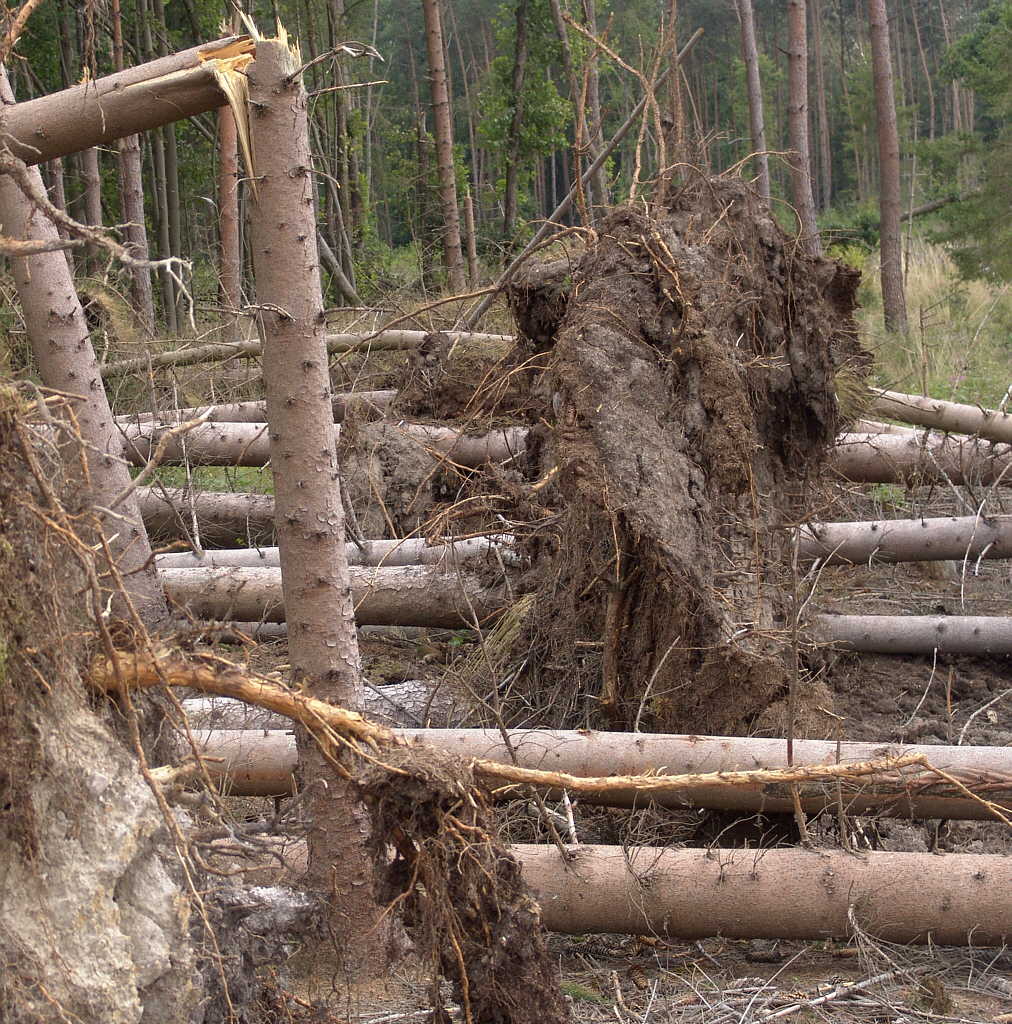
Буревал и бурелом

Бурелом — деревья, повреждённые шквалистым ветром, бурей. Полностью поваленные деревья называются буревалом или ветровалом, а оставшиеся стоять на корню с обломанной верхней частью ствола или ветвями — буреломом.
Хотя буря и сильный ветер почти синонимы, а потому вред, причиняемый лесу тем и другим одинаков, но в лесоводственной терминологии принято различать бурелом от ветровала: ель, пихта, сосна и осина, при произрастании последних двух на мокрой и болотистой почве, легко валятся бурей и ветром, выворачиваются из почвы с корнями — это ветровал. Напротив того, дуб, бук, ясень, клён, лиственница и сосна, растущая на боровой почве, глубоко внедряясь своими корнями в почву, представляют большое противодействие буре и ветру, которые ломают у них ветви, вершину, а иногда и стволы, производя бурелом. Степень вреда, причиняемого лесу бурей и ветром, кроме древесных пород, из которых состоит лес, зависит:
- от качеств почвы — на плотных почвах скорее бывает бурелом, на рыхлых — ветровал;
- от возраста — молодые и средневозрастные насаждения менее страдают, чем приспевающие и спелые;
- деревья, выросшие в сомкнутых полных насаждениях и потом случайно выставленные действию бурь и ветра, сильнее повреждаются, чем постоянно произраставшие на свободе или на опушке, с краю леса, которые обнаруживают замечательную в этом отношении устойчивость.

Для предупреждения бурелома периодически проводят рубки ухода, создают более ветроустойчивые смешанные насаждения и ветроупорные опушки.